# Travel and Tourism Competitiveness Report
Il Travel and Tourism Competitiveness Report venne pubblicato per la prima volta nel 2007 dal World Economic Forum. Presentava dati su 124 nazioni. Il report 2008 copre 130 nazioni, nel 2009 copriva 133 nazioni, e nel 2011 139 nazioni. L'indice misura i fattori che fanno da attrazione per il turismo in una nazione.

## Variabili

### Pilastri e sottoindici (2015–)
- SUBINDEX A: ENABLING ENVIRONMENT
  - Pillar 1: Business Environment
  - Pillar 2: Safety and Security
  - Pillar 3: Health and Hygiene
  - Pillar 4: Human Resources and Labour Market
  - Pillar 5: ICT Readiness
- SUBINDEX B: T&T POLICY AND ENABLING CONDITIONS
  - Pillar 6: Prioritization of Travel & Tourism
  - Pillar 7: International Openness
  - Pillar 8: Price Competitiveness
  - Pillar 9: Environmental Sustainability
- SUBINDEX C: INFRASTRUCTURE
  - Pillar 10: Air Transport Infrastructure
  - Pillar 11: Ground and Port Infrastructure
  - Pillar 12: Tourist Service Infrastructure
- SUBINDEX D: NATURAL AND CULTURAL RESOURCES
  - Pillar 13: Natural Resources
  - Pillar 14: Cultural Resources and Business Travel

### Pilastri da sottoindici (–2013)
| Regulatory framework                 | Business environment and infrastructure         | Human, cultural, and natural resources |
| Policy rules and regulations         | Air transport infrastructure                    | Human resources                        |
| Environmental sustainability         | Ground transport infrastructure                 | Affinity for Travel & Tourism          |
| Safety and security                  | Tourism infrastructure                          | Natural resources                      |
| Health and hygiene                   | Information and Communications Techn. infrastr. | Cultural resources                     |
| Prioritization of Travel and Tourism | Price competitiveness in T&T industry           |                                        |

## 2021

### Top 30
1. Giappone 5.2
2. Stati Uniti 5.1
3. Francia 5.1
4. Germania 5.1
5. Svizzera 5
6. Australia 5
7. Regno Unito 5
8. Singapore 5
9. Italia 4.9
10. Austria 4.9
11. Cina 4.9
12. Canada 4.9
13. Paesi Bassi 4.9
14. Corea del Sud 4.8
15. Portogallo 4.8
16. Danimarca 4.7
17. Finlandia 4.7
18. Hong Kong 4.6
19. Svezia 4.6
20. Lussemburgo 4.6
21. Belgio 4.6
22. Islanda 4.5
23. Irlanda 4.5
24. Emirati Arabi Uniti 4.5
25. Rep. Ceca 4.5
26. Nuova Zelanda 4.5
27. Grecia 4.5
28. Estonia 4.4
29. Polonia 4.4

## 2019

### Top 30
1. Spagna 5.4
2. Francia 5.4
3. Germania 5.4
4. Giappone 5.4
5. Stati Uniti 5.3
6. Regno Unito 5.2
7. Australia 5.1
8. Italia 5.1
9. Canada 5.1
10. Svizzera 5.0
11. Austria 5.0
12. Portogallo 4.9
13. Cina 4.9
14. Hong Kong 4.8
15. Paesi Bassi 4.8
16. Corea del Sud 4.8
17. Singapore 4.8
18. Nuova Zelanda 4.7
19. Messico 4.7
20. Norvegia 4.6
21. Danimarca 4.6
22. Svezia 4.6
23. Lussemburgo 4.6
24. Belgio 4.5
25. Grecia 4.5
26. Irlanda 4.5
27. Croazia 4.5
28. Finlandia 4.5
29. Malaysia 4.5
30. Islanda 4.5

## 2017

### Top 30
1. Spagna 5.43
2. Francia 5.32
3. Germania 5.28
4. Giappone 5.26
5. Regno Unito 5.20
6. Stati Uniti 5.12
7. Australia 5.10
8. Italia 4.99
9. Canada 4.97
10. Svizzera 4.94
11. Hong Kong 4.86
12. Austria 4.86
13. Singapore 4.85
14. Portogallo 4.74
15. Cina 4.72
16. Nuova Zelanda 4.68
17. Paesi Bassi 4.64
18. Norvegia 4.64
19. Corea del Sud 4.57
20. Svezia 4.55
21. Belgio 4.54
22. Messico 4.54
23. Irlanda 4.53
24. Grecia 4.51
25. Islanda 4.50
26. Malaysia 4.50
27. Brasile 4.49
28. Lussemburgo 4.49
29. Emirati Arabi Uniti 4.49
30. Taiwan 4.47

## 2015

### Top 30
1. Spagna 5.31
2. Francia 5.24
3. Germania 5.22
4. Regno Unito 5.12
5. Stati Uniti 5.12
6. Svizzera 4.99
7. Australia 4.98
8. Italia 4.98
9. Giappone 4.94
10. Canada 4.92
11. Singapore 4.86
12. Austria 4.82
13. Hong Kong 4.68
14. Paesi Bassi 4.67
15. Portogallo 4.64
16. Nuova Zelanda 4.64
17. Cina 4.54
18. Islanda 4.54
19. Irlanda 4.53
20. Norvegia 4.52
21. Belgio 4.51
22. Finlandia 4.47
23. Svezia 4.45
24. Emirati Arabi Uniti 4.43
25. Malaysia 4.41
26. Lussemburgo 4.38
27. Danimarca 4.38
28. Brasile 4.37
29. Corea del Sud 4.37
30. Messico 4.36
31. Grecia 4.36

## 2013

### Top 30
1. Svizzera 5.66
2. Germania 5.39
3. Austria 5.39
4. Spagna 5.38
5. Regno Unito 5.38
6. Stati Uniti 5.32
7. Francia 5.31
8. Canada 5.28
9. Svezia 5.24
10. Singapore 5.23
11. Australia 5.17
12. Nuova Zelanda 5.17
13. Paesi Bassi 5.14
14. Giappone 5.13
15. Hong Kong 5.11
16. Islanda 5.10
17. Finlandia 5.10
18. Belgio 5.04
19. Irlanda 5.01
20. Portogallo 5.01
21. Danimarca 4.98
22. Norvegia 4.95
23. Lussemburgo 4.93
24. Malta 4.92
25. Corea del Sud 4.91
26. Italia 4.90
27. Barbados 4.88
28. Emirati Arabi Uniti 4.86
29. Cipro 4.84
30. Estonia 4.82

## 2011

### Top 30
1. Svizzera 5.68
2. Germania 5.50
3. Austria 5.41
4. Francia 5.41
5. Svezia 5.34
6. Stati Uniti 5.30
7. Regno Unito 5.30
8. Spagna 5.29
9. Canada 5.29
10. Singapore 5.23
11. Islanda 5.19
12. Hong Kong 5.19
13. Australia 5.15
14. Paesi Bassi 5.13
15. Lussemburgo 5.08
16. Danimarca 5.05
17. Finlandia 5.02
18. Portogallo 5.01
19. Nuova Zelanda 5.00
20. Norvegia 4.98
21. Irlanda 4.98
22. Giappone 4.94
23. Belgio 4.92
24. Cipro 4.89
25. Estonia 4.88
26. Malta 4.88
27. Italia 4.87
28. Barbados 4.84
29. Grecia 4.78
30. Emirati Arabi Uniti 4.78

### Top 10 per continente
Il numero in parentesi nel continente corrisponde alla posizione mondiale per il 2011.

#### Top 10 Medio oriente e nord Africa
1. 4.78 (30)
2. 4.47 (40)
3. 4.45 (42)
4. 4.41 (46)
5. 4.39 (47)
6. 4.18 (61)
7. 4.17 (62)
8. 4.14 (64)
9. 4.03 (70)
10. 3.96 (75)

#### Top 10 America
1. Stati Uniti 5.30 (6)
2. Canada 5.29 (9)
3. 4.84 (28)
4. 4.43 (43)
5. 4.43 (44)
6. 4.42 (45)
7. 4.36 (52)
8. 4.30 (56)
9. 4.27 (57)
10. 4.24 (58)

#### Top 10 Asia Pacifico
1. Singapore 5.23 (10)
2. Hong Kong 5.19 (12)
3. Australia 5.15 (13)
4. Nuova Zelanda 5.00 (19)
5. Giappone 4.94 (22)
6. Corea del Sud 4.71 (32)
7. 4.59 (35)
8. Taiwan 4.56 (37)
9. Cina 4.47 (39)
10. 4.47 (41)

#### Top 10 Sub Sahara Africa
1. 4.35 (53)
2. 4.11 (66)
3. 3.84 (84)
4. 3.77 (89)
5. 3.74 (91)
6. 3.70 (92)
7. 3.54 (102)
8. 3.51 (103)
9. 3.49 (104)
10. 3.44 (108)

#### Top 10 Europa
1. Svizzera 5.68 (1)
2. Germania 5.50 (2)
3. Francia 5.41 (3)
4. Austria 5.41 (4)
5. Svezia 5.34 (5)
6. Regno Unito 5.30 (7)
7. Spagna 5.29 (8)
8. Islanda 5.19 (11)
9. Paesi Bassi 5.13 (14)
10. Lussemburgo 5.08 (15)

## 2009

### Top 20
1. Svizzera 5.68
2. Austria 5.46
3. Germania 5.41
4. Francia 5.34
5. Canada 5.32
6. Spagna 5.29
7. Svezia 5.28
8. Stati Uniti 5.28
9. Australia 5.24
10. Singapore 5.24
11. Regno Unito 5.22
12. Hong Kong 5.18
13. Paesi Bassi 5.09
14. Danimarca 5.08
15. Finlandia 5.07
16. Islanda 5.07
17. Portogallo 5.01
18. Irlanda 4.99
19. Norvegia 4.97
20. Nuova Zelanda 4.94

### Top 10 per continente
Il numero in parentesi nel continente corrisponde alla posizione mondiale per il 2009.

#### Top 10 Medio oriente e Africa
1. 4.57 (33)
2. 4.50 (36)
3. 4.49 (37)
4. 4.43 (40)
5. 4.42 (41)
6. 4.37 (44)
7. 4.25 (54)
8. 4.10 (61)
9. 4.09 (64)
10. 4.01 (68)

#### Top 10 America
1. Canada 5.32 (5)
2. Stati Uniti 5.28 (8)
3. 4.77 (30)
4. 4.42 (42)
5. 4.35 (45)
6. 4.29 (51)
7. 4.27 (53)
8. 4.23 (55)
9. 4.18 (57)
10. 4.13 (60)

#### Top 10 Asia Pacifico
1. Australia 5.24 (9)
2. Singapore 5.24 (10)
3. Hong Kong 5.18 (12)
4. Nuova Zelanda 4.94 (20)
5. Giappone 4.91 (25)
6. Corea del Sud 4.72 (31)
7. 4.71 (32)
8. 4.45 (39)
9. Taiwan 4.40 (43)
10. Cina 4.33 (47)

#### Top 10 Europa
1. Svizzera 5.68 (1)
2. Austria 5.46 (2)
3. Germania 5.41 (3)
4. Francia 5.34 (4)
5. Spagna 5.29 (6)
6. Svezia 5.28 (7)
7. Regno Unito 5.22 (11)
8. Paesi Bassi 5.09 (13)
9. Danimarca 5.08 (14)
10. Finlandia 5.07 (15)

## 2008

### Top 20
1. Svizzera 5.63
2. Austria 5.43
3. Germania 5.41
4. Australia 5.34
5. Spagna 5.30
6. Regno Unito 5.28
7. Stati Uniti 5.28
8. Svezia 5.27
9. Canada 5.26
10. Francia  5.23
11. Islanda 5.16
12. Finlandia 5.11
13. Danimarca 5.10
14. Hong Kong 5.09
15. Portogallo 5.09
16. Singapore 5.06
17. Norvegia 5.05
18. Paesi Bassi 5.01
19. Nuova Zelanda 4.96
20. Lussemburgo 4.95

### Top 10 per continente
Il numero in parentesi nel continente corrisponde alla posizione mondiale per il 2008.

#### Top 10 Africa
1. 4.41 (39)
2. 4.38 (41)
3. 4.11 (60)
4. 3.96 (66)
5. 3.91 (67)
6. 3.67 (84)
7. 3.65 (87)
8. 3.65 (88)
9. 3.59 (93)
10. 3.53 (101)

#### Top 10 America
1. Stati Uniti 5.28 (7)
2. Canada 5.26 (9)
3. 4.77 (29)
4. 4.35 (44)
5. 4.34 (46)
6. 4.29 (49)
7. 4.29 (50)
8. 4.27 (51)
9. 4.18 (55)
10. 4.18 (57)

#### Top 10 Asia
1. Hong Kong 5.09 (14)
2. Singapore 5.06 (16)
3. Giappone 4.90 (23)
4. 4.68 (31)
5. 4.63 (32)
6. 4.51 (35)
7. 4.44 (37)
8. 4.39 (40)
9. 4.37 (42)
10. 4.29 (48)

#### Top 10 Europa
1. Svizzera 5.63 (1)
2. Austria 5.43 (2)
3. Germania 5.41 (3)
4. Spagna 5.30 (5)
5. Regno Unito 5.28 (6)
6. Svezia 5.27 (8)
7. Francia 5.23 (10)
8. Islanda 5.16 (11)
9. Finlandia 5.11 (12)
10. Danimarca 5.10 (13)

#### Top 2 Oceania
1. Australia 5.34 (4)
2. Nuova Zelanda 4.96 (19)